# Ariza Makukula
Ariza Makukula (ur. 4 marca 1981 w Kinszasie) – portugalski piłkarz pochodzenia kongijskiego grający na pozycji napastnika, czterokrotny reprezentant Portugalii.

## Życiorys
Jego matka jest Portugalką, natomiast ojciec pochodzi z Demokratycznej Republiki Konga. Makukula jest wychowankiem Vitória SC. W 2000 roku przeszedł do drugoligowego hiszpańskiego klubu UD Salamanca, a po pół roku do CD Leganés. Sezon 2001/2002 spędził w Salamance, a latem 2002 został piłkarzem francuskiego FC Nantes. W sezonie 2003/2004 grał w Realu Valladolid. Lata 2004–2006 spędził grając w Sevilli, a w sezonie 2006/2007 grał w Gimnastic Tarragona, a następnie w CS Marítimo. W roku 2008 przeszedł do Sl Benfica. W styczniu 2009 roku został wypożyczony do Boltonu Wanderers, a latem tamtego roku do Kayserisporu. W 2010 roku odszedł do Vestelu Manisaspor. Następnie grał w Karşıyaka SK i Vitórii Setúbal. W 2013 roku został zawodnikiem OFI 1925.
Makukula ma za sobą wiele występów w reprezentacji Portugalii do lat 21. W 2002 roku brał z nią udział m.in. w młodzieżowych Mistrzostwach Europy. Później Ariza chciał występować w reprezentacji DR Konga, jednak nie pozwoliły mu na to reguły FIFA w 2005 roku.
17 października 2007 zadebiutował w seniorskiej reprezentacji Portugalii. Został on powołany pod nieobecność Nuno Gomesa, który wówczas nabawił się kontuzji. Wówczas Portugalczycy grali spotkanie w ramach eliminacji do Mistrzostw Europy z Kazachstanem, a Makukula zdobył jedną z bramek.